# Karl Spindler (Marineoffizier)
Karl Spindler (* 29. Mai 1887 in Königswinter; † 29. November 1951 in Bismarck, North Dakota) war ein deutscher Marineoffizier und Autor.

## Vor dem Ersten Weltkrieg
Spindler wuchs als Sohn eines wohlhabenden Steinbruchunternehmers auf. Er besuchte das städtische Realgymnasium und Gymnasien in Bonn und Köln. Er entschied sich für eine berufliche Tätigkeit bei der Marine und erhielt auf der Marineschule in Bremen und die Marineakademie in Sonderburg seine Ausbildung. Mit dem Schulschiff Herzogin Sophie Charlotte fuhr er 1905–1907 um die Welt, unter anderem war er in Honolulu. Vor dem Ersten Weltkrieg war er als Wachoffizier auf einem Lloyd-Schnelldampfer tätig. 1913/14 tat er als Einjährig-Freiwilliger Dienst und wurde Vizesteuermann d.R.

## Erster Weltkrieg
Von August 1914 an kommandierte Spindler, der 1915 zum Leutnant zur See der Reserve befördert wurde, das Vorpostenboot Polarstern. Im März 1916 übernahm er das Kommando des Hilfsschiffs Libau. Als norwegisches Handelsschiff Aud getarnt, sollte er eine Lieferung Waffen an die irischen Westküste bringen, wo sie für den geplanten Osteraufstand der Iren gegen die Briten genutzt werden sollten. Der Waffenhandel war zuvor vom Iren Roger Casement ausgehandelt worden. Die deutsche Regierung verfolgte damit das Ziel, britische Kräfte in Irland zu binden. Es gelang ihm, die englische Blockade durchbrechen und pünktlich am vereinbarten Treffpunkt zu sein. Die Übergabe der Waffen scheiterte an der Verschiebung des Aufstandes um einen Tag. Spindler wurde mittlerweile von der britischen Marine gesucht und gestellt. Es gelang ihm, die Libau in der Hafeneinfahrt von Queenstown zu sprengen, Spindler und seine Mannschaft ging in Kriegsgefangenschaft. Nach eigener Aussage will er Informationen über die englische Blockade an seine Schwester geschickt haben, die diese nach Berlin weitergab und damit den Durchbruch Graf von Luckners ermöglichte. Im Juli 1917 unternahm er einen Fluchtversuch. Er wollte mit einem Fliegeroffizier einen Flughafen erreichen, wurde jedoch vorher wieder gefangen genommen. Er erkrankte in der Folgezeit schwer, so dass er im April 1918 im Zuge des deutsch-englischen Kriegsgefangenenaustausches in die Niederlande kam. Hier war er 1918/19 dem deutschen Marineattaché bei der Deutschen Gesandtschaft in Den Haag beigeordnet, ab 1919 als Oberleutnant.

## Nach dem Ersten Weltkrieg
Vermutlich auf Grund seiner seemännischen Leistungen fand Spindler weitere Verwendung in der verkleinerten Reichsmarine. Er war 1920/21 als Kommandeur der Reichswasserschutzabteilung in Kolberg tätig. In dieser Zeit erschien sein Buch Das geheimnisvolle Schiff, in dem er über seine Erlebnisse im Ersten Weltkrieg berichtet. Von 1921 bis 1927 war er unter Beförderung zum Kapitän Abteilungschef einer Dienststelle der Marineleitung in Hamburg. 1931 erschien eine englische Übersetzung seines Buches. Im gleichen Jahr unternahm er eine Lesereise in den Vereinigten Staaten, wo er von der irischstämmigen Bevölkerung teilweise enthusiastisch gefeiert wurde. Dies bewog ihn wohl, in die USA zu emigrieren. Da er keine Aufenthaltsgenehmigung besaß, hatte er ständig mit der Einwanderungsbehörde zu kämpfen. Kapitän Spindler und mehrere Leute seiner Mannschaft erhielten 1931 von den Irisch-Amerikanern in New York für ihre uneigennützige Hilfe, einem kleinen Staat zur Unabhängigkeit vom Britischen Empire zu verhelfen, die höchsten Auszeichnungen, Goldene Medaillen.
1934/35 kehrte Spindler noch einmal kurz nach Deutschland zurück. Mitte/Ende der 1930er Jahre betrieb er vermutlich ein Hotel in Florida. Beim Kriegseintritt der USA im Dezember 1941 wurde er als feindlicher Ausländer unter dem von Präsident Roosevelt proklamierten Enemy Alien Act interniert, zunächst in einem Lager in Orlando/Florida, später in Fort Lincoln/North Dakota. Als er 1945 entlassen wurde, war er gesundheitlich angeschlagen. Er arbeitete in seinen letzten Jahren in einem Geschäft als Verkäufer.

## Schriften
- Das geheimnisvolle Schiff. Scherl, Berlin, 1921. (Englische Parallelausgabe: Gun Running for Casement. Auch ins Französische, Spanische und Russische übersetzt.)